# Prêmio Guarani de Cinema Brasileiro 1997
O Prêmio Guarani de Cinema Brasileiro de 1997 é a segunda edição do Prêmio Guarani, organizada pela Academia Guarani de Cinema. Os indicados foram selecionados de sete produções nacionais exibidas comercialmente no ano de 1996. Na  segunda cerimônia da premiação, o formato de dez categorias foram mantidos, além dos prêmio especial de revelação do ano, a qual não teve indicados, apenas foram anunciados os vencedores.

## Vencedores e indicados
Os vencedores estão em negrito, de acordo com o site Papo de Cinema:
| Melhor Filme | Melhor Direção |
| --- | --- |
| - Como Nascem os Anjos – Murilo Salles, Claudio Kahns e Rômulo Marinho Jr. - Doces Poderes – Lúcia Murat - Quem Matou Pixote? – Paulo Halm e Alvarna Souza e Silva | - Murilo Salles – Como Nascem os Anjos - José Joffily – Quem Matou Pixote? - Lúcia Murat – Doces Poderes |
| Melhor Atriz | Melhor Ator |
| - Marisa Orth – Doces Poderes como Bia Campos Jordão - Dira Paes – Corisco e Dadá como Sérgia Ribeiro da Silva (Dadá) - Luciana Rigueira – Quem Matou Pixote? como Cida Venâncio da Silva - Sônia Braga – Tieta do Agreste como Antonieta Esteves Cantarelli (Tieta)         | - Chico Diaz – Corisco e Dadá como Cristino Gomes da Silva Cleto (Corisco) - Antônio Fagundes – Doces Poderes como Chico Silva - Cassiano Carneiro – Quem Matou Pixote?como Fernando Ramos da Silva (Pixote) |
| Melhor Atriz Coadjuvante | Melhor Ator Coadjuvante |
| - Marília Pêra – Tieta do Agreste como Perpétua Esteves Batista - Cláudia Abreu – Tieta do Agreste como Leonora Cantarelli - Gloria Pires – O Guarani como Isabel - Joana Fomm – Quem Matou Pixote? como Josefa - Patrícia Pillar – O Monge e a Filha do Carrasco como Amula | - Tuca Andrada – Quem Matou Pixote? como Cafu - Antônio Leite – Corisco e Dadá como José Rufino - Chico Anísio – Tieta do Agreste como Zé Esteves                                                            |
| Melhor Roteiro | Melhor Fotografia |
| - Como Nascem os Anjos – Jorge Durán, Nelson Nadotti, Murilo Salles e Aguinaldo Silva - Doces Poderes – Lúcia Murat - Quem Matou Pixote? – Jorge Durán, Paulo Halm e José Joffily                                                                                            | - Tieta do Agreste – Edgar Moura - Corisco e Dadá – Ronaldo Nunes - O Guarani – Antonio Luiz Mendes - O Monge e a Filha do Carrasco – Pedro Farkas                                                           |
| Melhor Figurino | Melhor Trilha Sonora |
| - Tieta do Agreste – Luciana Albuquerque - Corisco e Dadá – Renato Dantas - O Guarani – Kika Lopes - O Monge e a Filha do Carrasco – Rita Murtinho | - Tieta do Agreste – Caetano Veloso - Como Nascem os Anjos – Victor Biglione - Corisco e Dadá – Toinho Alves                                                                                                 |
| Revelação do Ano | |
| - Priscila Assum – Como Nascem os Anjos como Branquinha - Silvio Guindane – Como Nascem os Anjos como Japa | |